# 沙子口清真寺

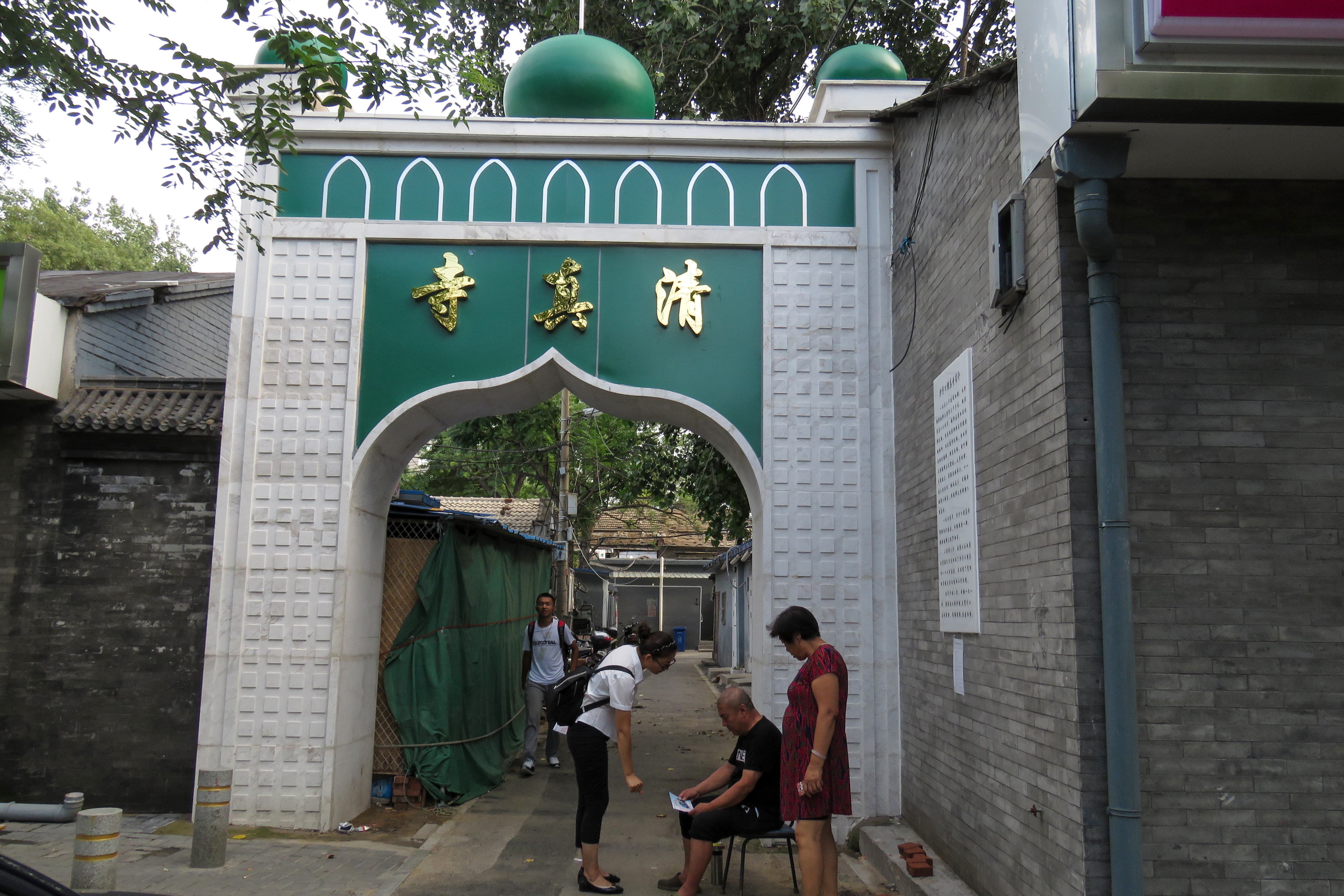
沙子口清真寺入口（2018年）

沙子口清真寺，位于北京市东城区永定门外大街沙子口东里甲7号，是一座伊斯兰教清真寺。

## 简介
沙子口清真寺始建于1950年代。沙子口清真寺内有一块《沙子口清真寺纪实》匾，记录了沙子口清真寺的早期历史：

沙子口清真寺纪实
沙子口清真寺始建于二十世纪五十年代，建寺时由当地穆斯林群众集资购地一亩半，建房十六间半，并由北京市崇文区人民政府批准为正式开放的宗教活动场所。文革中被挤占，一九八七年腾推房屋六间和简易大棚六间，恢复了宗教活动场所。
根据逐步落实中国共产党的民族宗教政策和国家建设发展的规模以及沙子口清真寺所处的地理环境，此寺的情况远远满足不了附近日益增多的信教群众的需要。为此崇文区民政局和崇文区伊斯兰教协会共同发起呈报有关单位批准，于一九九〇年六月重新建成。重建后的沙子口清真寺大殿地面积为一五八点三九平米，沐浴室为六十一平米，附属用房一〇六平米，经费主要有崇文区伊斯兰教协会拨款，少量由信教群众和社会各界人仕赞助，共用人民币壹十伍万元。
崇文区伊斯兰教协会沙子口清真寺筹建小组  撰于一九九〇年夏 孙文佩书

沙子口清真寺位于胡同深处，周边被居民住房包围，缺乏疏散通道和消防通道，安全隐患严重。2005年5月17日，北京市民委主任张恕贤、中共崇文区委副书记兼区长吉胜久来到崇文区共同研究解决沙子口清真寺解危排险方案。
2007年5月8日，沙子口清真寺动工修缮，预计2007年10月前恢复宗教活动。当时，崇文区人民政府还计划在沙子口地区危改拆迁启动后，新建一座建筑面积不底于现有面积的沙子口清真寺。
2010年4月10日，沙子口清真寺举行“纪念先知穆罕默德活动”。